# Testamentum Porcelli
Het Testamentum Porcelli, letterlijk Testament van het varkentje, is een satirische, humoristische tekst in vulgair Latijn, die stamt uit de Romeinse oudheid, wellicht uit de 4e eeuw. De schrijver is onbekend. De christelijke kerkvader Hiëronymus noemt dit 'testament' in zijn Apologia contra Rufinum (geschreven in 401-402) een toppunt van slechte smaak. Niettemin (of juist daarom) is de tekst van ongeveer 300 woorden in zeven middeleeuwse handschriften overgeleverd, uit de 9e-12e eeuw.
Het komische aspect van de tekst is gelegen in de juridische vorm, alsof het een echt testament is, opgesteld door een varken dat geslacht zal worden. Daarbij is het Testamentum Porcelli doorspekt met quasi-geleerde, zelfbedachte varianten op bestaande woorden, zogenaamde hapax legomena, die vaak seksuele toespelingen bevatten.
De hoofdpersoon, de erflater, wordt Marcus Grunnius Corocotta genoemd, een fictief wezen. Zijn cognomen dankt hij mogelijk aan een beroemde Spaanse rover uit de tijd van keizer Augustus, maar misschien ook aan het gulzige fabeldier Crocotta, terwijl het Griekse woord χοῖρος big betekent. De onomatopee Grunnius kan vertaald worden als Knorretje. Omdat Corocotta zelf niet kan schrijven, heeft hij een schrijver ingehuurd. En wat hij na te laten heeft, is op de eerste plaats zijn eigen eetbare lichaam.
Aan mijn vader, Verrinius Lardinus (1), laat ik dertig maten eikels na.

Aan mijn moeder, Veturina Scrofa (2), veertig maten graan uit Laconia.

Aan mijn zuster Quirona, bij wier huwelijk ik niet aanwezig kan zijn, dertig maten tarwe.

1) lardum, laridum: lat. Spek. Vgl. Engels lard.

2) scrofa: lat. zeug.
Verder vermaakt Grunnius zijn hele lichaam. Worstenmakers krijgen zijn ingewanden, slagers zijn poten, meisjes zijn 'kleine spier' (musculum), spotters, gevoellozen en advocaten de oren... Marcus Grunnius Corocotta blijkt echter niet haatdragend, een 'ongenoemde kok' laat hij namelijk een schotel na.